# Juan José Ribera
Juan José Ribera Fonseca (Temuco, 1º ottobre 1980) è un allenatore di calcio ed ex calciatore cileno, di ruolo centrocampista, tecnico del Deportes Antofagasta.

## Palmarès

### Giocatore

#### Competizioni nazionali
- Campionato cileno: 2

Universidad Católica: 2002 A
Unión Española: 2005 A